# Natalya Zhedik
Natalya Zhedik (11 de julho de 1988) é uma basquetebolista profissional russa.

## Carreira
Natalya Zhedik integrou a Seleção Russa de Basquetebol Feminino, em Londres 2012, que terminou na quarta colocação.